# 北海道産いきもの保全プロジェクト
北海道産いきもの保全プロジェクトとは、道内の動物園・水族館が北海道の野生生物の保全に向けて協力するプロジェクト。2022年始動。

## 活動
保全や調査研究、啓発活動など六つの活動方針を掲げている。

### 域内保全・域外保全
傷病鳥獣の受け入れについて各園館でデータベースを作成し、個体移動などの調整を行う。
飼育下での繁殖を目指す種は希少種に限らず調整を行い、計画的な繁殖によって遺伝的多様性を確保し飼育繁殖技術を確立する。

### 施設の相互利活用
傷病鳥獣の受け入れや飼育場所確保のため、各園館施設を積極的に相互利活用する。

### 保全に係る調査・研究
北海道野生生物保全会議を行い、北海道の野生生物に関する共同研究を推進する。

### 教育普及啓発
域内保全活動団体と連携し、園館にパネルを作成・展示し、巡回展や同時企画展を開催。その他ＳＮＳによる発信、シンポジウム・講演会の開催を行う。

### 職員の相互研修
職員が合同研修を行い、域内保全活動団体との交流やフィールドワーク、飼育技術研究会を実施。

### その他
2022年現在なし。

## 沿革
プロジェクト発足以前から北海道の動物園・水族館は協力関係にあり、共通の入場料割引を行ったり、飼育に関する専門的な情報を共有するなどしていた。
2021年、おたる水族館の伊勢伸哉館長や旭山動物園の坂東元園長らが各園館に呼び掛けて、本プロジェクトが結成され、翌年の4月19日(飼育の日)に円山動物園で行われた記者会見で、プロジェクト開始が発表された。
2024年には、札幌市に新たに開業した水族館「AOAO SAPPORO」がプロジェクトに加入。

## 参加園館
5つの動物園と4つの水族館が参加しており、全て日本動物園水族館協会に加盟している。

### 動物園
- 札幌市円山動物園[2]
- 新さっぽろサンピアザ水族館[2]
- 旭川市旭山動物園[2]
- おびひろ動物園[2]
- 釧路市動物園[2]

### 水族館
- おたる水族館[2]
- 登別マリンパークニクス[2]
- サケのふるさと 千歳水族館[2]
- AOAO SAPPORO - 2024年8月に加入[5]